# John Reber

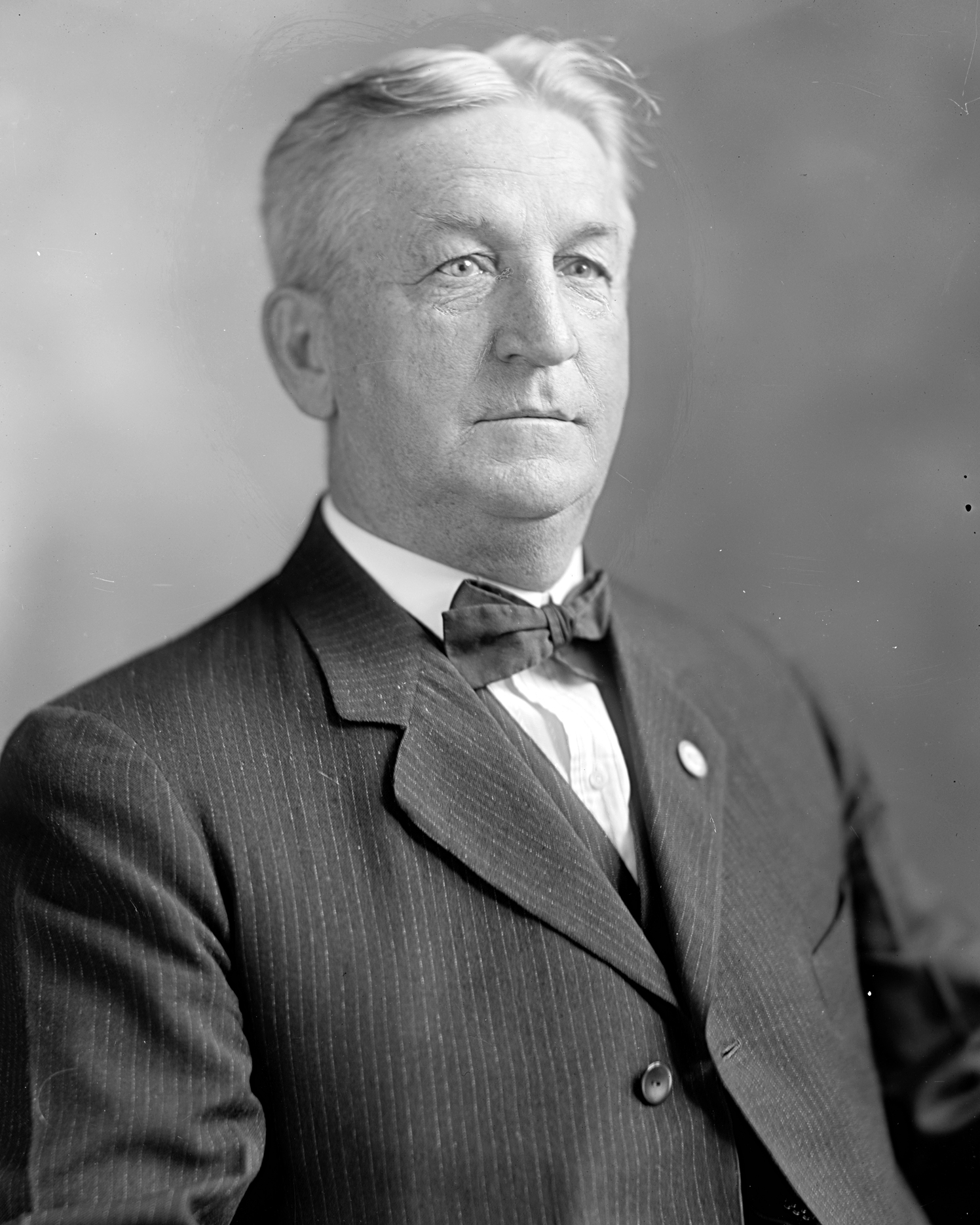
John Reber

John Reber (* 1. Februar 1858 in South Manheim, Schuylkill County, Pennsylvania; † 26. September 1931 in Pottsville, Pennsylvania) war ein US-amerikanischer Politiker. Zwischen 1919 und 1923 vertrat er den Bundesstaat Pennsylvania im US-Repräsentantenhaus.

## Werdegang
John Reber besuchte die öffentlichen Schulen seiner Heimat und danach bis 1875 das Eastman Business College in Poughkeepsie (New York). Für einige Jahre unterrichtete er als Lehrer. Danach arbeitete er als Buchhalter. Zwischen 1882 und 1884 war er stellvertretender Kämmerer im Schuylkill County. Danach stellte er zwischen 1885 und 1917 Strumpfwaren her. Außerdem wurde er im Bankgewerbe tätig. Gleichzeitig schlug er als Mitglied der Republikanischen Partei eine politische Laufbahn ein.
Bei den Kongresswahlen des Jahres 1918 wurde Reber im zwölften Wahlbezirk von Pennsylvania in das US-Repräsentantenhaus in Washington, D.C. gewählt, wo er am 4. März 1919 die Nachfolge von Robert Douglas Heaton antrat. Nach einer Wiederwahl konnte er bis zum 3. März 1923 zwei Legislaturperioden im Kongress absolvieren. Seit 1921 war er Vorsitzender des Committee on Mileage. Während Rebers Zeit im Kongress wurden der 18. und der 19. Verfassungszusatz ratifiziert. Im Jahr 1922 verzichtete er auf eine weitere Kandidatur.
Nach dem Ende seiner Zeit im US-Repräsentantenhaus arbeitete John Reber im Bankgewerbe. Außerdem war er Präsident der Firma Reber Investment Co. Er starb am 26. September 1931 in Pottsville.